# Charles Spurgeon
Charles Haddon Spurgeon, comunemente C.H. Spurgeon (Kelvedon, 19 giugno 1834 – Mentone, 31 gennaio 1892), è stato un predicatore battista riformato britannico dell'800 la cui influenza continua a rimanere oggi molto grande fra cristiani riformati di diversa denominazione, fra i quali è ancora conosciuto come "il principe dei predicatori".

## Primi anni
Nato a Kelvedon nell'Essex (Inghilterra), la conversione di Spurgeon alla fede cristiana avviene il 6 gennaio 1850 all'età di 15 anni. Sulla via che lo portava ad un appuntamento che aveva programmato, una tormenta di neve lo costringe a riparare in una chiesa metodista di Colchester, dove era in corso un culto. Il predicatore stava predicando sul testo di Isaia 45:22: "Volgetevi a me e siate salvate, voi tutte estremità della terra. Poiché io sono Dio e non c'è alcun altro". Quella predicazione lo colpisce così tanto che, come lui stesso affermerà, "Quel giorno il Signore ha aperto il mio cuore al messaggio della salvezza".
Più tardi (il 4 aprile 1850) viene accolto come membro della comunità evangelica. Il 3 maggio segue il suo battesimo nel fiume Larl, a Isleham. Più tardi in quello stesso anno si trasferisce a Cambridge. Predica il suo primo sermone nel 1851 e, sin dall'inizio del suo ministero, il suo stile ed indubbie capacità oratorie, lo portano a distinguersi ben al di sopra della media dei predicatori di quel tempo. Quello stesso anno viene consacrato pastore di una piccola chiesa battista a Waterbeach nella contea di Cambridge, dove pubblica la sua prima opera letteraria, un trattatello evangelistico scritto nel 1853.

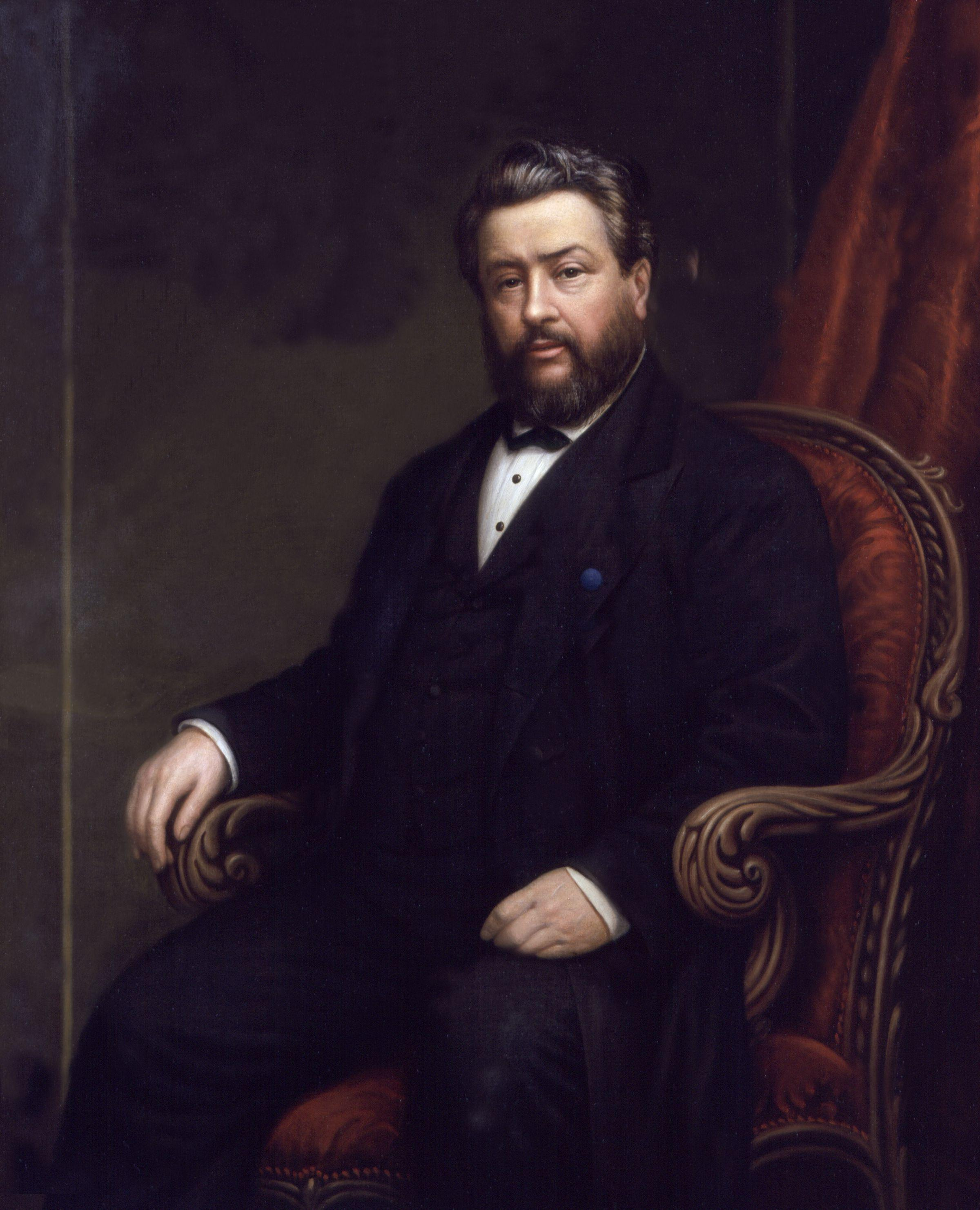

## Il pulpito di New Park Street
Nel 1854, dopo aver predicato per tre mesi in prova e appena quattro anni dopo la sua conversione, Spurgeon, all'età di soli 19 anni, viene chiamato a servire come pastore della famosa chiesa evangelica di Londra New Park Street Chapel di Southwark (precedentemente condotta dai pastori battisti calvinisti Benjamin Keach, il teologo John Gill e John Rippon). A quel tempo era la chiesa battista più numerosa di Londra, sebbene il numero dei suoi membri avesse molto oscillato nel corso del tempo. Spurgeon trova a Londra numerosi amici fra i suoi colleghi pastori, come William Garrett Lewis, della Westbourne Grove Church, un uomo più anziano con cui più tardi Spurgeon fonderà l'Associazione Battista di Londra. Pochi mesi dopo l'arrivo di Spurgeon a Park Street, la sua potenza di predicatore lo rende famoso in tutta la città. L'anno seguente viene pubblicato il primo dei suoi sermoni nella raccolta "New Park Street Pulpit". I sermoni di Spurgeon erano pubblicati a stampa ogni settimana e subito godono di vasta diffusione. Nell'anno della sua morte, il 1892, egli avrebbe predicato quasi 3600 sermoni e pubblicati 49 volumi di commentari, citazioni, aneddoti, illustrazioni e testi devozionali.
La sua fama è pure accompagnata da molte controversie. Il primo attacco contro di lui nella stampa appare in "Earthen Vessel" nel gennaio 1855. La sua predicazione, sebbene non rivoluzionaria, è un chiaro e diretto appello all'uditorio a considerare le sfide poste da Gesù Cristo attraverso gli scritti della Bibbia a singoli ed alla società. Gli attacchi critici dei media nei suoi confronti continueranno per tutta la sua vita.
Il richiamo e la straordinaria efficacia della sua predicazione ben presto rende i locali della sua chiesa inadeguati a ospitare un pubblico sempre crescente. La comunità decide, allora, di trasferirsi alla Exeter Hall e poi alla Surrey Music Hall. In questi nuovi locali le predicazioni dello Spurgeon vengono udite ogni settimana da una media di 10.000 persone, e il tutto molto tempo prima dei moderni sistemi di amplificazione della voce. All'età di 22 anni Spurgeon diventa il più popolare predicatore del tempo.
L'8 gennaio 1856, Spurgeon sposa Susannah, figlia di Robert Thompson di Falcon Square, Londra, dalla quale ha due figli gemelli, Charles e Tomas, il 20 settembre 1856. Alla fine di quell'anno, la tragedia lo colpisce quando, il 19 ottobre 1856, mentre Spurgeon sta predicando alla Surrey Gardens Music Hall per la prima volta, qualcuno dalla folla grida: "Al fuoco!". S'ingenera così un tale panico e parapiglia che diversi vengono calpestati a morte. Spurgeon ne rimane devastato emozionalmente, tanto che la cosa avrà una notevole influenza sul suo carattere. Lotta per molti anni contro la depressione e afferma di scoppiare ogni tanto a piangere per alcun motivo apparente.
La sua opera, però, procede. Nel 1857 fonda un College per la preparazione al ministero di nuovi pastori, che, nel 1923 verrà chiamato "Spurgeon College" quando si trasferisce nell'edificio in cui ancora oggi è ospitato, a South Norwood Hill, Londra. Il 7 ottobre 1857 egli predica al più vasto uditorio da lui raggiunto in una sola volta, cioè a 23.654 persone radunate al Crystal Palace di Londra.
Spurgeon scrive: "Nel 1857, un giorno due prima di predicare al Crystal Palace, mi reco in quell'auditorium per decidere dove sistemare il pulpito per verificare le proprietà acustiche dell'edificio e grido ad alta voce: "Ecco l'Agnello di Dio che toglie i peccati del mondo!". In un'ala del vasto auditorium, un operaio al lavoro, che non aveva idea alcuna di quel che stesse avvenendo, ode quelle parole e per lui diventano un messaggio del cielo rivolto alla sua anima. Si persuade nel profondo del suo cuore di essere un peccatore bisognoso della grazia e del perdono di Dio. Depone i suoi attrezzi, torna a casa e là, dopo un periodo di intenso travaglio spirituale trova la sua pace in Cristo, l'Agnello di Dio. Anni dopo, egli racconta di questa sua esperienza ad uno che gli aveva fatto visita presso il suo letto di morte".

## Il pulpito del Metropolitan Tabernacle
Il 18 marzo 1861 la comunità si trasferisce permanentemente nella chiesa costruita appositamente, il Metropolitan Tabernacle ad Elephant and Castle, Southwark, che può ospitare 5000 persone sedute e un altro migliaio in piedi. Il Metropolitan Tabernacle diventa il più vasto edificio religioso del tempo e può essere considerato il precursore delle "mega-chiese" americane. È al Tabernacle che Spurgeon continua a predicare diverse volte alla settimana fino alla sua morte 31 anni più tardi.
Al termine dei suoi sermoni egli non invita mai direttamente gli astanti ad avvicinarsi al pulpito per dichiarare la propria fede in Cristo rispondendo così alla predicazione (com'è l'usanza in molte chiese evangeliche), ma sempre invita chi si è sentito toccato dalla predicazione tanto da comprendere come l'opera di Cristo lo riguardi personalmente, a venire per un colloquio con lui in sacrestia il lunedì mattina. Regolarmente, il giorno seguente, vi sarebbe sempre stato qualcuno alla sua porta per ricevere da lui consiglio, direzione personale e preghiera. Spurgeon sempre scrive completamente i suoi sermoni prima di predicare, ma quel che porta al pulpito è che un foglietto con soltanto lo schema dei diversi punti toccati dal sermone. Degli stenografi, poi, avrebbero trascritto il sermone mentre lo presentava. Spurgeon, poi, avrebbe avuto l'opportunità di rivedere la loro trascrizione il giorno seguente per la pubblicazione immediata. I suoi sermoni settimanali erano poi venduti ad un penny ciascuno per circolare ampiamente. Essi rimangono a tutt'oggi fra le serie di predicazioni best seller mai pubblicate nella storia.
Oltre ai sermoni, Spurgeon scrive diversi inni e pubblica una nuova raccolta di canti per il culto nel 1866 chiamata "Our Own Hymn Book" (il nostro innario). Era prevalentemente una compilazione dei Salmi ed Inni di Isaac Watts, scelti originalmente da John Rippon, un predecessore battista di Spurgeon. Ciò che rimane notevole rispetto alla pratica moderna è che il canto della comunità avvenisse, sotto il suo pastorato, esclusivamente "a cappella", cioè senza accompagnamento musicale. È stupefacente come migliaia di persone potessero allora udire la sua predicazione senza l'ausilio dei moderni impianti di amplificazione. Gli inni erano un argomento che Spurgeon prendeva molto seriamente. Mentre Spurgeon ancora predicava alla New Park Street, viene pubblicato un innario dal titolo "The Rivulet".
Il 5 giugno 1862, Spurgeon attacca direttamente il battesimo dei bambini in un suo famoso sermone chiamato "Baptismal Regeneration". Spurgeon, però, si dà la pena di dialogare con cristiani di diversa tradizione. È durante questo periodo al nuovo Tabernacle che Spurgeon trova un amico in James Hudson Taylor, il fondatore dell'opera missionaria interdenominazionale "China Inland Mission". Spurgeon appoggia finanziariamente quest'opera e dirige molti giovani ad operare nell'ambito di questa missione con Taylor. Egli pure contribuisce all'opera dell'evangelizzazione trans-culturale promuovendo il "Libro senza parole", un sussidio didattico che egli descrive in un messaggio pronunciato l'11 gennaio 1866 sul testo del Salmo 51:7 "Purificami con issopo, e sarò mondo; lavami, e sarò più bianco della neve". Questo "libro" è stato usato ed è ancora usato per raggiungere con l'Evangelo migliaia di persone analfabete in tutto il mondo.
Sulle orme di un'altra figura cristiana di rilievo che ammira, benché di altra denominazione, George Muller, Spurgeon fonda l'Orfanotrofio Stockwell, aperto per ragazzi nel 1867 e per ragazze nel 1879 e che rimase in attività fintanto che l'edificio fu bombardato durante la seconda guerra mondiale. Questo orfanotrofio continua a tutt'oggi la sua attività con il nome "Spurgeon's Church Care".
Alla morte del missionario David Livingstone nel 1873, anni dopo, fra le sue carte, viene trovata una copia scolorita di uno dei sermoni pubblicati di Spurgeon, "Incidenti, non castighi" con un commento scritto da lui a mano in cima alla prima pagina: "Molto buono. D. L.". Lo aveva portato per le sue peregrinazioni in Africa ed era stato restituito allo stesso Spurgeon che l'aveva conservato con riconoscenza.
Altre polemiche sorgono fra i suoi colleghi battisti nel 1887 con la pubblicazione del suo saggio "Down-grade" (Degrado) in cui descrive il declino spirituale che avviene in quel tempo fra le chiese. Questo porta la sua comunità, il Metropolitan Tabernacle, a staccarsi dall'Unione Battista inglese ed a diventare la più grande chiesa non-denominazionale del tempo.
Spesso la moglie di Spurgeon era troppo malata per uscire di casa ed udirlo predicare. Anche Spurgeon soffre di cattiva salute al termine della sua vita, afflitto da una combinazione di reumatismi, gotta e sindrome di Bright. Per curarsi, spesso si recava a Mentone, vicino a Nizza, in Francia, dove morirà il 31 gennaio 1892. La moglie ed i figli di Spurgeon gli sopravvivono. I suoi resti sono conservati nel cimitero West Norwood di Londra.

## Alcune delle sue opere scritte
- 2200 Quotations from the Writings of Charles H. Spurgeon compiled by Tom Carter
- Able To The Uttermost
- According To Promise
- All of Grace
- An All Round Ministry
- Around the Wicket Gate
- Barbed Arrows
- C. H. Spurgeon's Autobiography
- Chequebook Of The Bank Of Faith, The
- Christ's Incarnation
- Come Ye Children
- Commenting and Commentaries
- Down Grade Controversy, The
- Eccentric Preachers
- Feathers For Arrows
- Flashes Of Thought
- Gleanings Among The Sheaves
- Good Start, A
- Greatest Fight In The World, The
- Home Worship And The Use of the Bible in the Home (American reprint of "The Interpreter" with the devotions of Rev. Joseph Parrish Thompson)
- Interpreter, The or Scripture for Family Worship
- John Ploughman's Pictures
- John Ploughman's Talks — the Gospel in the language of "plain people"
- Lectures to My Students
- Metropolitan Tabernacle Pulpit, The
- Miracles and Parables of Our Lord—Three volumes
- New Park Street Pulpit, The
- Only A Prayer Meeting
- Our Own Hymn Book edited by Spurgeon and he authored several hymns
- Pictures From Pilgrim's Progress
- Saint And His Saviour, The
- Sermons In Candles
- Sermons On Unusual Occasions
- Soul Winner, The
- Speeches At Home And Abroad
- Spurgeon's Commentary on Great Chapters of the Bible compiled by Tom Carter
- Spurgeon's Morning and Evening — a book of daily devotional readings
- Sword and The Trowel, The — a monthly magazine edited by Spurgeon
- Till He Come
- Treasury of David, commentario in diversi volumi sui Salmi
- We Endeavour
- The Wordless Book
- Words Of Advice
- Words Of Cheer
- Words Of Counsel

## Libri di Spurgeon tradotti in italiano
- La biografia di Dallimore Arnold, Edizioni Passaggio, 2004
- Biografia di Kathy Triggs, ADI Media, 2006
- Lezioni ai miei studenti, Vol. 1, Ediz. Alfa e Omega, 2004.
- Lezione ai miei studenti, Vol. 2, Ediz. Alfa e Omega, .....
- Il più grande combattimento al mondo, ediz. Alfa e Omega, 2004.
- Meditazioni del mattino e della sera, ADI Media.
- Miracoli e parabole del nostro Signore - I sermoni di Spurgeon, (3 vol.) Hilkia Italia, Cento (Ferrara)
- Il tesoro di Davide, commentario sui Salmi, Hilkia Italia, Cento (Ferrara)
- La Fede, ADI Media, 1994
- Il tesoro dei Salmi, ADI Media, 2007
- Le sette parole dalla croce, ADI Media, 1995
- Grazia abbondante nella vita del credente, Verso la meta, 2001
- Uomini e Donne dell'Antico Testamento, Autopubblicato, 2022